# Экснер, Зигмунд
Зигмунд Экснер (нем. Siegmund Ritter Exner von Ewarten; 1846—1926) — австрийский физиолог.

## Биография
Зигмунд Экснер родился 5 апреля 1846 года в столице Австрии городе Вене; происходил из одной из университетских фамилий Австро-Венгерской империи. Из этой семьи происходили Адольф Экснер, Карл Экснер, Франц Серафин Экснер и Мария фон Фриш и другие.
Сперва учился в университете родного города, где слушал лекции известного физиолога и психолога Эрнста фон Брюкке, затем продолжил обучение в Гейдельбергском университете под началом Германа Людвига Фердинанда Гельмгольца.
В 1870 году Экснер защитил учёную степень доктора медицины.
С 1891 года — ординарный профессор и директор Физиологического института при Венском университете.
Научные труды Зигмунда Экснера касаются преимущественно физиологии нервной системы; его руководство по микроскопической технике стало одним из первых пособий появившихся в этой области.
Зигмунд Экснер умер 5 февраля 1926 года в Вене.

## Избранная библиография
- «Leitfaden bei der microscopischen Untersuchung thierischer Gewerb» (Вена, 1873);
- «Ueber das Sehen von Bewegungen u. d. Theorie des zusammengesetzten Auges» (Вена, 1875);
- «Die Physiologie der facettierten Augen von Krebsen und Insecten» (Вена, 1891);
- «Entwurf zu einer physiologischen Erklärung der psychischen Erscheinungen» (Вена, 1894).